# Chinezen in Panama
De Chinezen in Panama vormen met een aantal van 150.000 5% van de Panamase bevolking. Salsipuedes is de oudste Chinatown van het land. De Chinezen hebben hier vijfendertig Chinese organisaties. 80.000 leden van de organisaties zijn nieuwe migranten uit het Chinese vasteland en driehonderd zijn van Republiek China (Taiwan). 99% van de Chinese Panamezen spreekt een Kantonees dialect. Nieuwe Chinese migranten spreken meestal Standaardmandarijn of een Hakka dialect.

## Geschiedenis
De eerste groep Chinezen kwam op 30 maart 1854 in Panama vanuit Canada en Jamaica om te werken aan de spoorwegen. Aan het begin van de 20e eeuw spelen ze een cruciale rol in andere sectors van de economie. Ze hadden toen zeshonderd winkels.
In 1946 kregen alle inwoners van Panama die in Panama geboren waren Panamase staatsburgerschap (ius soli). In de jaren vijftig en zestig emigreerden vele Chinezen naar Colombia en de Verenigde Staten.
In 1949 werd de communistische Volksrepubliek China opgericht. Het probeerde van zo veel mogelijk landen erkenning als staat te krijgen. Tot nu toe beschouwt Panama de Chinese Republiek in plaats van de Volksrepubliek als het enige bestaande China in de wereld. Republiek China (Taiwan) heeft een goede band met Panama en stuurt elk jaar veel geld naar het land. Waar het onder andere gebruikt wordt voor Chinees-Panamanese scholen en Chinese cultuurvoorzieningen. Een belangrijke Chinees-Panamanese school is de Sun Yat-Sen school. De Chinese scholen krijgen gratis Chinese boeken van de Chinese Republiek. Volksrepubliek China richt als tegenhanger van de Republiek ook Chinese scholen en doneert elk jaar veel geld en Chinese boeken. De twee proberen zo veel mogelijk invloed te krijgen op de Chinese gemeenschap in Panama. Panama wil tot nu toe Volksrepubliek China nog steeds niet als staat erkennen.
In 2003 werd het aantal van de Chinese gemeenschap in Panama geschat tussen 135.000 en 200.000, wat hen tot de grootste Chinese gemeenschap in Centraal-Amerika maakt.

## Bekende Panamezen van Chinese afkomst
- Bruce Chen
- Shey Ling Him Gordon
- Juan Tam
- Jorge Cham